# باترسي (دائرة انتخابية في المملكة المتحدة)
باترسي (بالإنجليزية: Battersea)‏ هي إحدى الدوائر الانتخابية في المملكة المتحدة الممثلة في مجلس العموم في برلمان المملكة المتحدة.
عضو البرلمان الذي يمثلها حالياً هو :Martin Linton (Lab).

## أعلام
- بريان مارشال